# オードナンス QF 6ポンド砲
オードナンス QF 6ポンド砲（オードナンス QF 6ポンドほう、英: Ordnance Quick-Firing 6-pounder 7 cwt）は、第二次世界大戦初期にイギリスが開発した対戦車砲であり、6ポンド対戦車砲とも呼ばれる。
同砲は戦車砲として第二次世界大戦中期の戦車にも搭載され、アメリカ軍もM1 57mm砲として制式採用し、ライセンス生産を行っている。
cwt（ハンドレッドウェイト）は砲身の重量を示し、1 cwtは112ポンド（約50.8 kg）であるため、7 cwt砲の砲身重量は概ね784ポンド（355.6 kg）に相当することになる（近似値であり、実際の正確な重量とは異なる）。
第一次世界大戦時に車載用に開発された戦車砲である、「オチキス QF 6ポンド戦車砲」との混同に注意。

## 開発
2ポンド砲が遠くないうちに陳腐化するであろうと考えたイギリス陸軍は、1938年により大口径の対戦車砲の開発を開始し、1940年には砲本体が完成したが砲架の完成は翌1941年にまでずれ込んだ。
当初はQF 2ポンド砲を随時更新していく予定であったが、フランスにおける戦いで敗北したイギリス海外派遣軍は、ダンケルクから撤退する際に重火器をほとんど全て放棄しており、ドイツ軍のイギリス本土上陸に備えた軍の再編成が優先された結果、2ポンド砲の生産が継続され、6ポンド砲の生産開始は1941年11月、配備開始は1942年5月まで凍結された。
QF 6ポンド砲の砲架は、ごく一般的な二脚式砲脚を使用している。初期生産型の砲身長は、生産性の高い43口径であったが、ドイツ戦車の装甲強化に伴って攻撃力を強化するため、Mk.IVからはマズルブレーキ付き50口径の砲身を使用するようになった。しかし、ティーガーI重戦車やパンター中戦車には正面からでは近距離からでないと太刀打ちできなかったため、更なる性能向上改修が計画されたが、極端な重量増加や性能向上効率の低さから、1943年1月にはすべての計画が中止された。
QF 2ポンド砲と同様、対戦車砲は戦車のみを相手にし、歩兵等の軟目標は対象外との英軍のドクトリンに従って、当初、砲弾は徹甲弾のみしか用意されず、榴弾は1943年にようやく開発配備されている。QF 2ポンド砲のリトルジョン・アダプターと同様に口径を42.6mmに下げるスクイーズ・ボア・アダプター（ゲルリッヒ砲を参照）も開発されたが、実際に使用されることはなかった（その構造上、徹甲弾専用である）。その代わり、1944年からは高い装甲貫通力を持つAPDS弾の供給が開始された。
1943年2月には、より強力な17ポンド砲の部隊配備が開始されたが、QF 6ポンド砲も軽量であることから朝鮮戦争や第二次中東戦争でも使用され、1960年に退役するまで運用が続けられた。

## 運用
イギリス軍においては、機甲師団や歩兵師団の対戦車砲連隊（4個中隊で編成され、1個中隊は12門を装備）で運用されたが、後には歩兵大隊の対戦車小隊に6門を配備する方式に改められた。
1943年には、北アフリカ戦線でM3 37mm砲が役に立たないことを痛感したアメリカ軍もQF 6ポンド砲をM1 57mm砲として制式採用し、おもにイタリア戦線や西部戦線で使用したが、終戦と同時に退役した。
イスラエル国防軍も同砲を保有しており、第一次中東戦争や第二次中東戦争で使用している。

### 戦車砲として

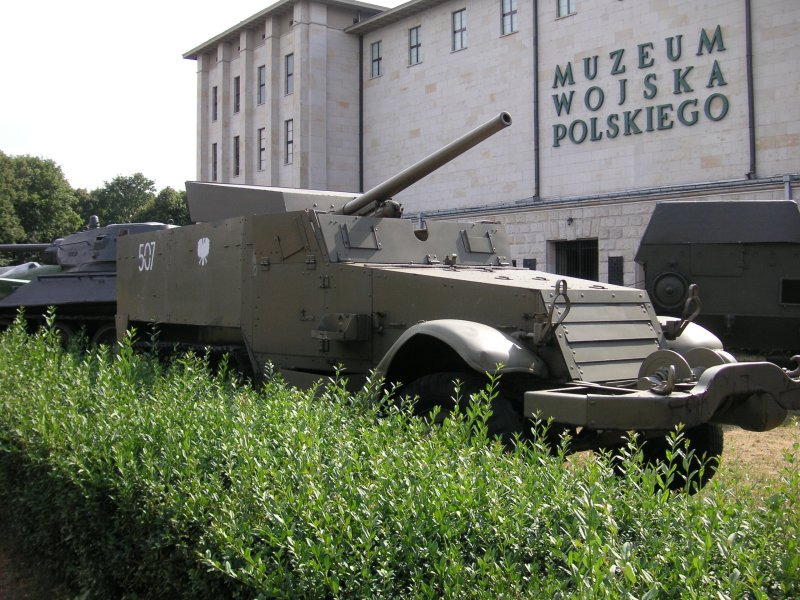
対戦車自走砲型であるT48 GMC

QF 6ポンド砲は、対戦車砲としてだけでなく戦車砲としても用いられた。QF 6ポンド砲を搭載した戦車としてはクルセーダー Mk.III・キャバリエ巡航戦車・セントー Mk.I&Mk.II・クロムウェル Mk.I-III・ラム Mk.II・バレンタイン Mk.VIII-X・チャーチル Mk.III&Mk.IVが挙げられる。
戦車以外にも、ベッドフォードQLやCMPトラック、AECマタドールトラックの荷台部分にQF 6ポンド砲をそのまま搭載したガン・ポーティが製作されている。マタドール使用の車両はディーコン対戦車自走砲でこれは175両が作られ、他のガン・ポーティと共に北アフリカ戦線で普通のトラックに紛れて配備され、敵装甲車両から輸送部隊を守ったり、簡易自走砲として機動戦で活躍している。
また、アメリカではM3ハーフトラックの荷台にM1 57mm砲を搭載したT48 GMCも量産された。これは、イギリス軍に30両のみ引き渡されたが性能不足とされ、砲を撤去し、M3ハーフトラックに戻されてしまった。しかし、ソ連軍にレンドリース供与された650両はSU-57と呼ばれ、1個大隊あたり60両ずつ、3個大隊で独立自走砲旅団を編成し、ドニエプル渡河作戦から実戦に参加している。

## 砲弾
| 種類                                   | 形式                     | 重量 kg（ポンド） | 炸薬                        | 砲口初速, m/s （L/43口径長） | 砲口初速, m/s （L/50口径長） |
| イギリス軍の砲弾                       | イギリス軍の砲弾         | イギリス軍の砲弾  | イギリス軍の砲弾            | イギリス軍の砲弾             | イギリス軍の砲弾             |
| -------------------------------------- | ------------------------ | ----------------- | --------------------------- | ---------------------------- | ---------------------------- |
| AP                                     | Shot, AP, Mks 1 to 7     | 2.86（6.3）       |                             | 853                          | 892                          |
| APC（1942年9月）                       | Shot, APC, Mk.8T         | 2.86（6.3）       | -                           | 846                          | 884                          |
| APCBC（1943年1月）                     | Shot, APCBC, Mk.9T       | 3.23（7.1）       | -                           | 792                          | 831                          |
| APCR（1943年10月）                     | Shot, APCR, Mk.1T        | 1.90（4.2）       | -                           |                              | 1,082                        |
| APDS（1944年3月）                      | Shot, APDS, Mk.1T        | 1.42 (3.1)        | -                           |                              | 1,219                        |
| HE                                     | Shell, HE, Mk.10T        | approx. 3（6.6）  |                             |                              | 820                          |
| アメリカ軍の砲弾                       |                          |                   |                             |                              |                              |
| AP                                     | AP Shot M70              | 2.85（6.3）       |                             |                              | 853                          |
| APCBC/HE                               | APC Shot M86             | 3.30（7.3）       | ピクリン酸アンモニウム, 34g |                              | 823                          |
| HE（1944年3月）                        | HE Shell T18 / M303      |                   |                             |                              |                              |
| キャニスター弾 （製造開始：1945年1月） | Canister Shot T17 / M305 |                   |                             |                              |                              |

## 装甲貫徹力
| 弾種                      | 100m  | 500m  | 1000m | 1500m | 2000m |
| ------------------------- | ----- | ----- | ----- | ----- | ----- |
| 英国製砲弾                |       |       |       |       |       |
| 徹甲弾(AP)                | 135mm | 112mm | 89mm  | 70mm  | 55mm  |
| 仮帽付被帽付徹甲弾(APCBC) | 115mm | 103mm | 90mm  | 78mm  | 68mm  |
| 装弾筒付徹甲弾(APDS)      | 177mm | 160mm | 140mm | 123mm | 108mm |
| 米国製砲弾                |       |       |       |       |       |
| AP (52 cal gun)           | 135mm | 112mm | 89mm  | 70mm  | 55mm  |
| APCBC                     | 110mm | 98mm  | 85mm  | 73mm  | 64mm  |

## 登場作品

### テレビドラマ
『コンバット!』
ドイツ軍の対戦車砲役として、ダークイエローに塗られたものが登場。アメリカ戦車を撃破し、サンダース分隊の機関銃手を吹き飛ばす。

### 漫画
『戦場まんがシリーズ』
シリーズの一編「鉄の墓標」にて登場。イギリス軍が九七式中戦車 新砲塔チハに対して発砲し、あっけなく撃破する。その際、チハの防御力に呆れてイギリス兵が「ドイツ戦車とはえらい違いだな」との感想をもらす。
『戦場ロマン・シリーズ』
シリーズの一編「王者（ファラオ）の砂丘」に、ベッドフォードQLガン・ポーティに搭載された本砲が登場。主人公のIII号戦車を擱座させ、続けて輸送中の事故で砲塔を失い、車体だけのティーガーIIに数発直撃を浴びせるも、全て弾かれて効果がないことに驚愕する。

### ゲーム
『R.U.S.E.』
アメリカの対戦車砲として登場
『War Thunder』
イギリス戦車に多数搭載されている他、ソ連の課金戦車SU-57に搭載されている。
『バトルフィールドV』
各マップに固定武器として置いてある。
『パンツァーフロント』
無印ではプレイヤーは操作できないが、『bis』ではコンストラクションモードにおいてプレイヤー側として操作可能に設定できる。